# Хайнрих VII фон Глайхен-Хаймбург
Хайнрих VII фон Глайхен-Хаймбург (на немски: Heinrich VII von Gleichen-Heimburg; * ок. 1365; † сл. 12 март 1415) е граф на Глайхен-Хаймбург в Саксония, Германия.

## Произход
Той е син на граф Хайнрих VI фон Глайхен-Tona († сл. 6 януари 1379) и съпругата му Юта фон Кверфурт († сл. 31 октомври 1370), дъщеря на Бруно III фон Кверфурт († 1367) и Мехтилд фон Барби-Мюлинген (* ок. 1278). Брат е на граф Ернст VII фон Глайхен-Тона († 1414/1415).

## Фамилия
Първи брак: между 1394 и 16 март 1405 г. с графиня Ирмгард фон Регенщайн (* ок. 1350; † 10 май 1414), вдовица на Герхард III фон Байхлинген-Ротенбург († сл. 1394), дъщеря на граф Улрих VII фон Регенщайн († 8 януари 1375) и втората му съпруга Регнилда фон Волденберг. Те вероятно нямат деца.
Втори брак: сл. 1394 г. с Катарина фон Бланкенхайн, дъщеря на Лудвиг фон Бланкенхайн (†сл. 1411) и Анна фон Шьонбург-Кримихау († сл. 1370). Те имат децата:
- Ернст IX фон Глайхен-Бланкенхайн († 1461), граф на Глайхен-Бланкенхайн-Алтенберга, женен пр. 1452 г. за Елизабет Витцтум фон Аполда († сл. 1492)
- Лудвиг I фон Глайхен-Бланкенхайн († 25 април 1467), женен I. 1442 г. за Урсула фон Шварцбург († 1461), II. сл. 1461 г. за Катерина фон Валденбург († 27 юли 1494)
- Хайнрих фон Глайхен-Бланкенхайн († 1463)

Съпругата му Катарина фон Бланкенхайн се омъжва втори път пр. 14 март 1427 г. за граф Вилхелм I фон Орламюнде († 1450/1460).